# Статгарт (Арканзас)
Статгарт (енгл. Stuttgart) град је у америчкој савезној држави Арканзас.

## Демографија
По попису из 2010. године број становника је 9.326, што је 419 (-4,3%) становника мање него 2000. године.
| Група             | 2000.         | 2010.         |
| Белци             | 6.196 (63,6%) | 5.386 (57,8%) |
| Афроамериканци    | 3.361 (34,5%) | 3.408 (36,5%) |
| Азијати           | 57 (0,6%)     | 69 (0,7%)     |
| Хиспаноамериканци | 79 (0,8%)     | 329 (3,5%)    |
| Укупно            | 9.745         | 9.326         |